# Cyrtopogon laxenecera
Cyrtopogon laxenecera là một loài ruồi trong họ Asilidae. Cyrtopogon laxenecera được Bromley miêu tả năm 1935. Loài này phân bố ở miền Ấn Độ - Mã Lai.